# Limonia procericornis
Limonia procericornis là một loài ruồi trong họ Limoniidae. Chúng phân bố ở miền Australasia.